# Perotrochus
Perotrochus P. Fischer, 1885 è un genere di molluschi gasteropodi della sottoclasse Vetigastropoda.

## Descrizione
Il genere Perotrochus è uno dei generi di gasteropodi più antichi sopravvissuti fino ai nostri giorni. Fanno parte della famiglia Pleurotomariidae che ha le sue origini nel Triassico inferiore ed è la sola famiglia dell'ordine Pleurotomariida sopravvissuta alla estinzione di massa del Cretaceo-Paleocene.
Il genere Perotrochus ha gusci che sono più largamente conici, con profili da diritti a debolmente concavi e fessure larghe e corte che non si estendono mai più di 60° dall'apertura. La fessura produce una selenizona che è pari o leggermente inferiore a metà spirale. Le conchiglie mancano di un ombelico e invece hanno un callo columellare madreperlaceo e contorto. La scultura a spirale rimane prominente su tutte le spirali, mentre la scultura assiale può ridursi a deboli cancellazioni sulle corde a spirale o diventare del tutto assente. I gusci tendono ad essere più pigmentati in tonalità dal marrone al bruno-rossastro, contrassegnate da bande collaterali irregolari, più scure. Gli opercoli tendono ad essere più sottili, di colore più chiaro e significativamente più piccoli della metà della dimensione minima dell'apertura. I diametri massimi delle conchiglie per la maggior parte delle specie sono compresi tra 4,2 e 7 cm, sebbene alcune specie raggiungano i 9,5 cm.
I primi esemplari vivente di questo genere (della specie Perotrochus quoyamis) vennero raccolti nel 1879 in acque profonde al largo delle Indie occidentali dalla spedizione "Blake" di William Healey Dall.

## Tassonomia
Il genere Perotrochus comprende 18 specie di cui 2 estinte:
- Perotrochus allani Marwick, 1928 †
- Perotrochus amabilis (Bayer, 1963)
- Perotrochus anseeuwi Kanazawa & Goto, 1991
- Perotrochus atlanticus Rios & Matthews, 1968
- Perotrochus caledonicus Bouchet & Métivier, 1982
- Perotrochus charlestonensis Askew, 1987
- Perotrochus deforgesi Métivier, 1990
- Perotrochus lucaya Bayer, 1965
- Perotrochus marwicki C. A. Fleming, 1970 †
- Perotrochus maureri Harasewych & Askew, 1993
- Perotrochus metivieri Anseeuw & Goto, 1995
- Perotrochus oishii (Shikama, 1973)
- Perotrochus pseudogranulosus Anseeuw, Puillandre, Utge & Bouchet, 2015
- Perotrochus quoyanus (P. Fischer & Bernardi, 1856)
- Perotrochus sunderlandorum Petuch & Berschauer, 2017
- Perotrochus tosatoi Anseeuw, Goto & Abdi, 2005
- Perotrochus vicdani Kosuge, 1980
- Perotrochus wareni Anseeuw, Puillandre, Utge & Bouchet, 2015